# Обыкновенная гамбузия
Обыкновенная гамбузия (лат. Gambusia affinis) — вид пресноводных живородящих лучепёрых рыб семейства пецилиевых. Их родина — бассейн Мексиканского залива, но сейчас распространены в пресноводных водоёмах по всему миру. Эти рыбки известны тем, что питаются личинками комаров, поэтому они были искусственно завезены во многие новые места обитания, где прижились благодаря своей выносливости. В СССР работу по интродукции обыкновенной гамбузии с целью борьбы с малярийным комаром начали в 1925 году на Черноморском побережье Кавказа врачи-эпидемиологи Н. П. Рухадзе и С. Ю. Соколов и спустя тридцать лет завершили её, искоренив малярию в Сочи и Абхазии. В настоящее время российское санитарное законодательство рассматривает личинкоядных гамбузий в качестве лучшего ларвифага (для тёплых районов страны). В то же время считается, что интродукция гамбузии может оказывать негативное воздействие на других беспозвоночных, а также рыб и амфибий.

## Описание
Обыкновенная гамбузия от серого до коричневого цвета, боковые стороны с синеватым отблеском. Иногда на теле имеется несколько чёрных пятен, в остальном рисунок тела отсутствует. Окраска варьирует как между отдельными индивидуумами, так и между различными популяциями. Рыба меняет свою окраску, увеличивая, либо уменьшая концентрацию меланина в хроматофорах.
Голова сглажена, верхний рот мал и не достигает относительно больших глаз. Кожа покрыта крупной чешуёй, видимая боковая линия отсутствует.
Самки могут достигать длины до 7 см, самцы остаются длиной 4 см. У самца анальный плавник преобразован в  гоноподий.

## Примечания

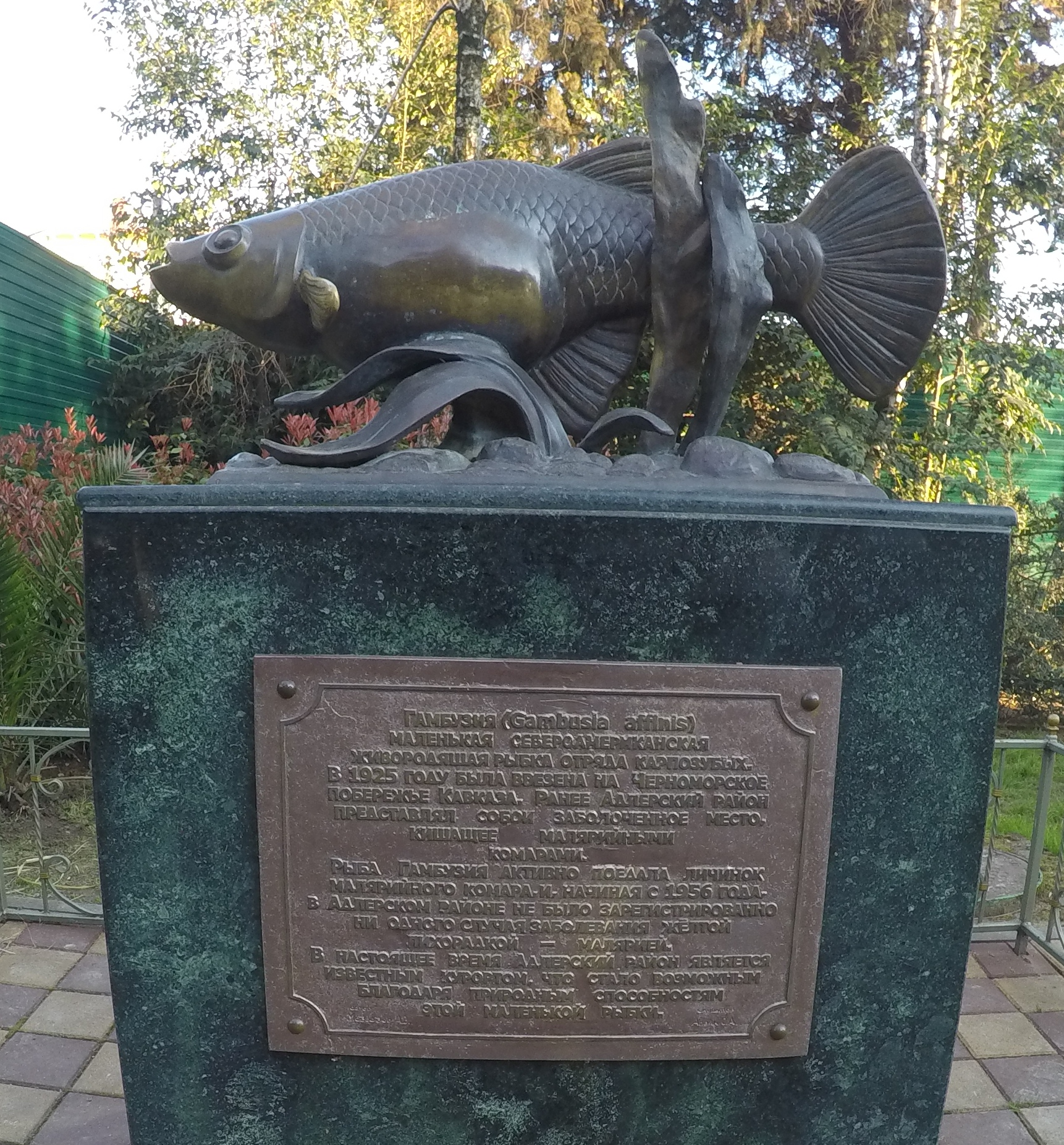
Памятник гамбузии обыкновенной в Адлере